# Marcjan Dominik Wołłowicz
Marcjan Dominik Wołłowicz herbu Bogoria (zm. 5 sierpnia 1712 roku)  – marszałek Trybunału Głównego Wielkiego Księstwa Litewskiego w 1704 roku, marszałek wielki litewski w 1704 roku, podskarbi wielki litewski w 1703 roku, administrator skarbu litewskiego w latach 1700–1703, pisarz wielki litewski w latach 1701–1703, chorąży mścisławski w 1692 roku.

## Życiorys
Poseł sejmiku mścisławskiego na sejm 1690 roku, sejm zwyczajny 1692/1693 roku, sejm nadzwyczajny 1693 roku, sejm 1695 roku.
Był elektorem Augusta II Mocnego w 1697 roku z województwa mścisławskiego, jako deputat podpisał  jego pacta conventa. Poseł mścisławski na sejm koronacyjny 1697 roku. Był członkiem konfederacji olkienickiej w 1700 roku. Poseł na sejm 1701 roku i sejm z limity 1701-1702 roku z powiatu wileńskiego. Poseł na sejm 1703 roku z powiatu wileńskiego. Był członkiem konfederacji sandomierskiej 1704 roku.
Wołłowicz posłował do cara w 1710 roku. Miał się wówczas starać o to by Rosjanie przekazali Inflanty Polsce. Na tajne polecenie Augusta II, poseł saski w Petersburgu Friedrich Vitzthum von Eckstädt doradził carowi nie zastosowywać się do tej prośby, August II Mocny miał bowiem nadzieje uzyskać Inflanty dl Saksonii. Był uczestnikiem Walnej Rady Warszawskiej 1710 roku.
W 1712 Wołłowicz i Michał Puzyna, pisarz wielki litewski posłowali do cara Piotra Wielkiego, jako wysłannicy walnej rady warszawskiej. Tamtejsi posłowie sascy (Friedrich Vitzthum von Eckstädt i Johann Adolf von Loß) czynili im trudności, ponieważ bali się, że Piotr Wielki przyzna zdobyte na Szwedach Inflanty Polsce zamiast bezpośrednio Augustowi II, a więc Saksonii.
Żona Marcjana była Antonina Zahorowska, córka kasztelana wołyńskiego Stefana Zahorowskiego. Po śmierci Marcjana poślubiła Tomasza Józefa Zamoyskiego. Oba jej małżeństwa pozostały bezdzietne.